# 恋のマジック
恋のマジック（Pieces Of Magic）は、イギリスのロック・バンド、ジグソーによる、6番目のアルバムである(1977年)。日本のソングライター 林哲司が提供した「If I Have To Go Away」も含まれており、先行して発売され、全米93位、全英36位にランクインしている。

## 曲目
※特記無き楽曲はクライヴ・スコット、デズ・ダイヤー作
※演奏時間はジャケットに書かれていないため、出典のCDの演奏時間による。
Side 1
1.カウント・ミー・イン "Count Me In" 3:19
2.寂しいときには "Only When I'm Lonely" 3:29
3.ハイ＆ドライ "High And Dry" 3:11
4.スペルバウンド "Spellbound" (Steve Fearn) 3:09
5.悲しみのラヴ・アフェア "Broken Down Love Affair" (West - Millard) 3:31
6.ゴー・スロウ "Go Slow" 3:35
Side 2
7.ロンリー・ロンリー・ラヴ "Lonely, Lonely, Love" 3:35
8.君にさようなら "If I Have To Go Away" (Sutin - Hayashi) 3:10
9.貴方はマジック "You're My Magic" 3:25
10.恋のクラウン "Paint The Smile On" 2:41
11.ライング "Lying" 3:12
12.君にお手上げ "Give Up While You're Winning" 2:47
日本盤（VICP-63305）ボーナストラック
13.ユー・ブリング・バック・ザ・グッド・タイムス "Give Up While You're Winning" 2:34
14.キャプテン・オブ・ユア・シップ "Captain Of Your Ship" 2:58
15.ゲット・イット・イン、ゲット・イット・アップ "Get It In, Get It Up" 3:19
16.クーラー・ザン・ミッドナイト "Cooler Than Midnight" 3:34
17.アイム・ア・ウィナー "I'm A Winner" 3:13
18.イフ・アイ・ルーズ・ユア・ラヴ "If I Lose Your Love" 3:16
19.ネヴァー・アンダーエスティメイト・マイ・ラヴ "Never Underestimate My Love" 3:40
20.パーティー・ライン "Party Line" 3:36
21.ユー・ブリング・アウト・ザ・ベスト・イン・ミー "You Bring Out The Best In Me" (Ben Findon - Mike Myers) 4:21
22.ユー "You" (Steve Fearn - デズ・ダイヤー) 3:57
23.ターン・ミー・アラウンド "Turn Me Around" 3:22

## パーソネル
・デス・ダイヤー:ドラムス、リード・ヴォーカル、パーカッション
・クライヴ・スコット:キーボード、ヴォーカル
・トニー・キャンベル:リード・ギター
・バリー・バーナード:ベース・ギター